# Elisabeth Mittell
Elisabeth Mittell, auch Wallenberg, geborene Charlotte Caroline Elisabeth Wollenberg (19. Januar 1835 in Berlin – 12. August 1909 in Hamburg) war eine Theaterschauspielerin.

## Leben

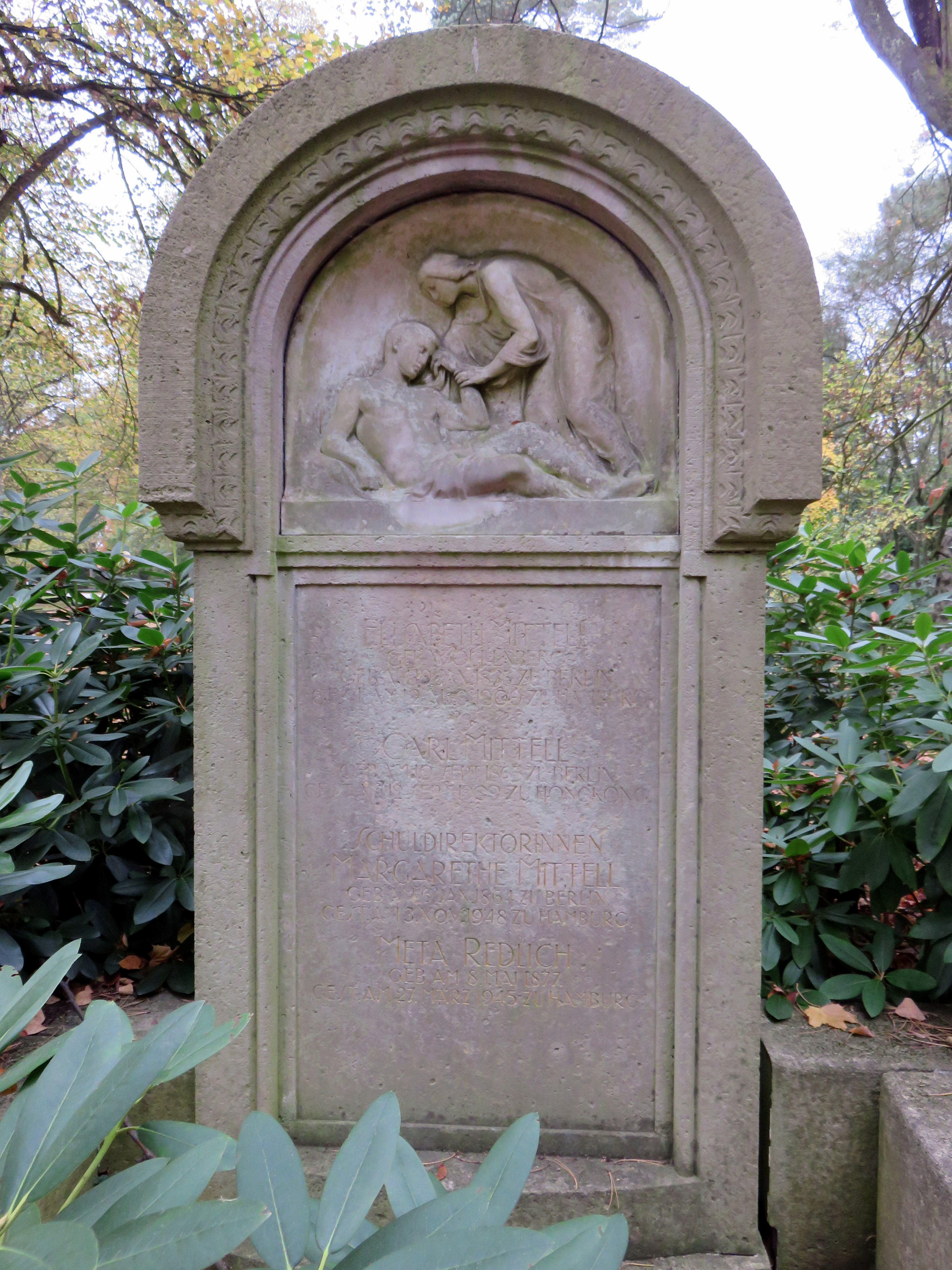
Familiengrab Mittell auf dem Ohlsdorfer Friedhof

Ihr Vater war der königlich-preußische Operntänzer Gustav Albert Wollenberg (1808–1835).
Über Mittells Leben ist nicht viel bekannt. Als Schauspielerin Wallenberg war sie von 1854 bis 1864 ein beliebtes Mitglied des Wallner-Theaters in Berlin und später an den Stadttheatern in Hamburg und Bremen beschäftigt.
Sie war mit Karl Josef Mittell in dessen zweiter Ehe verheiratet und überlebte ihren Gatten (1824–1889).
Elisabeth Mittel wurde in Hamburg auf dem Ohlsdorfer Friedhof im Bereich der Familiengrabstätte Mittell im Planquadrat AF 30 (Nordring bei Kapelle 6) beigesetzt.

## Belege
1. ↑  Standesamt Hamburg 21: Sterberegister. Nr. 688/1909.

| Personendaten    | Personendaten                                                   |
| ---------------- | --------------------------------------------------------------- |
| NAME             | Mittell, Elisabeth                                              |
| ALTERNATIVNAMEN  | Wallenberg, Elisabeth; Wollenberg, Charlotte Caroline Elisabeth |
| KURZBESCHREIBUNG | Theaterschauspielerin                                           |
| GEBURTSDATUM     | 19. Januar 1835                                                 |
| GEBURTSORT       | Berlin                                                          |
| STERBEDATUM      | 12. August 1909                                                 |
| STERBEORT        | Hamburg                                                         |